# Max Huber (Diplomat)

Max Huber (etwa 1914)

Max Huber (* 28. Dezember 1874 in Zürich; † 1. Januar 1960 ebenda) war ein Schweizer Jurist, Politiker sowie Diplomat und vertrat die Schweiz bei einer Reihe von internationalen Konferenzen und Institutionen. Darüber hinaus wirkte er unter anderem als Mitglied und Präsident des Ständigen Internationalen Gerichtshofs in Den Haag. Von 1928 bis 1944 war er Präsident des Internationalen Komitees vom Roten Kreuz.

## Leben
Max Huber wurde 1874 als Sohn von Peter Emil Huber-Werdmüller, Ingenieur und Gründer der Maschinenfabrik Oerlikon, und Anna Marie, geborene Werdmüller (* 22. Juni 1844; † 5. Oktober 1911) in Zürich geboren. Sein jüngerer Bruder war Emil Huber-Stockar.
Max Huber studierte von 1894 bis 1897 Rechtswissenschaften in Lausanne, Zürich und Berlin und schloss dieses Studium 1897 in Berlin mit dem Doktorat ab. Anschliessend war er zunächst für zwei Jahre als Sekretär des Vorstandes des Schweizerischen Handels- und Industrievereins tätig.
Eine fast zweijährigen Weltreise führte ihn in den Jahren 1900 und 1901 nach Russland, Sibirien, Südostasien und Sri Lanka (damals Ceylon), China sowie Australien. 1906 veröffentlichte er seine ausführlichen Tagebuchnotizen.
1902 wurde er zum Professor für Verfassungsrecht, Kirchenrecht und internationales öffentliches Recht an die Universität Zürich berufen, wo er in dieser Position bis 1921 tätig war. 1903 erwarb er das Schloss Wyden in Ossingen, worauf er als «Schlossherr» in die Herrenstuben-Gesellschaft zu Winterthur aufgenommen wurde. Von 1914 bis 1918 fungierte er als Zürcher Kantonsrat. Er war darüber hinaus ständiger juristischer Berater des Eidgenössischen Politischen Departements, dem Schweizer Aussenministerium. In dieser Funktion vertrat er die Schweiz im Jahr 1907 bei der Zweiten Internationalen Friedenskonferenz in Den Haag und bei der Pariser Friedenskonferenz 1919. Mehrfach leitete er die schweizerischen Delegationen in verschiedenen Gremien des Völkerbunds. Von 1920 bis 1932 gehörte er dem Ständigen Internationalen Gerichtshof in Den Haag an, von 1924 bis 1927 war er dessen Präsident und anschliessend Vizepräsident. Er war bei seiner Berufung im Jahr 1920 das jüngste Mitglied des Gerichtshofs.

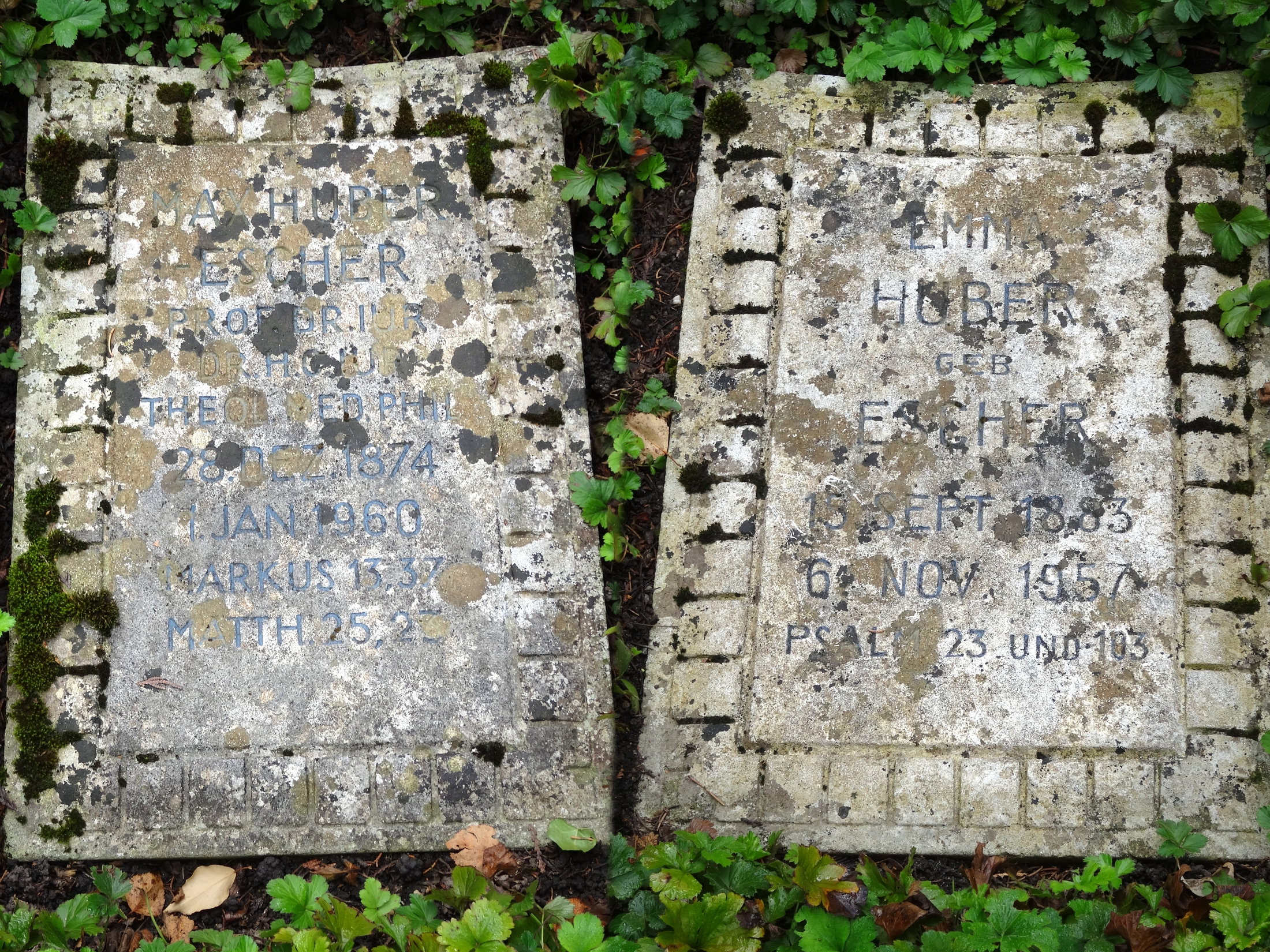
Grab, Friedhof Enzenbühl, Zürich

Aufgrund seiner Erfahrungen in Fragen des Völkerrechts wurde er nach dem Ersten Weltkrieg mit der Aufgabe betraut, das Statut des Hochkommissariats des Völkerbundes für die Heimschaffung der Kriegsgefangenen zu verfassen. Er wurde später, von 1930 bis 1933, auch der erste Präsident des Internationalen Nansenamtes für Flüchtlinge, das nach dem Tod des Hochkommissars Fridtjof Nansen entstand.
Von 1915 bis 1924 war er Mitglied und zeitweise auch Vizepräsident des Verwaltungskomitees der Neuen Zürcher Zeitung. Er gehörte darüber hinaus den Verwaltungsräten der Maschinenfabrik Oerlikon (bis 1944 als Präsident), der Aluminium-Industrie AG (bis 1941 als Präsident) und der Schweizerischen Rückversicherungsgesellschaft an. Die Aluminium-Industrie AG (AIAG) profitierte ab 1938 von Grossaufträgen der Rüstungsindustrie. Während die AIAG im Jahre 1941 einen Reingewinn von 21 Millionen Franken erwirtschaftete, musste der Grossteil der Arbeiter im Walliser AIAG-Werk Chippis mit Löhnen unter dem Existenzminimum auskommen.

Max Huber war mit Emma, geborene Escher (* 15. September 1883; † 6. November 1957) verheiratet. Seine letzte Ruhestätte fand er auf dem Friedhof Enzenbühl in Zürich.

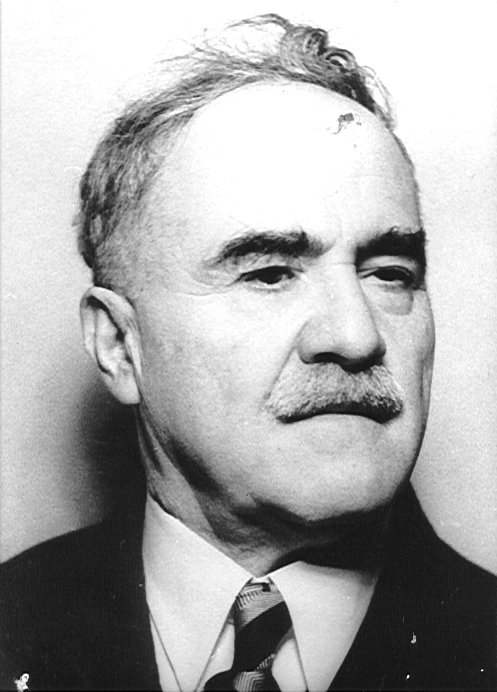
Max Huber

## IKRK-Präsidentschaft

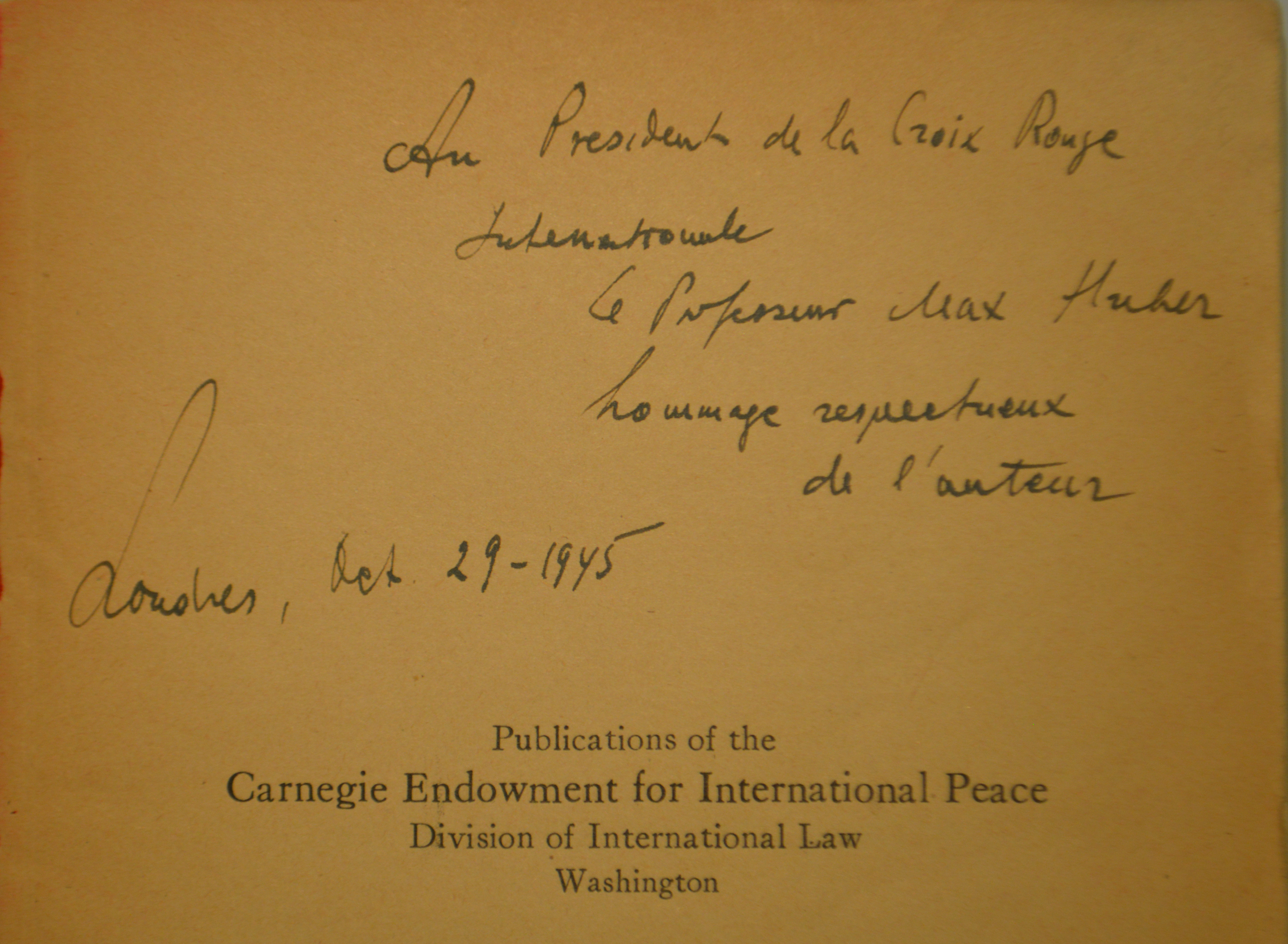
Schreiben von Raphael Lemkin am Max Huber

Im Jahr 1923 wurde er zum Mitglied des Internationalen Komitees vom Roten Kreuz gewählt. 1928 folgte er dann Gustave Ador als Präsident des Komitees und hatte dieses Amt bis 1944 inne. Er trug während dieser Zeit massgeblich zur Ausgestaltung der Organisation und der Kompetenzen des Komitees bei. So war er 1928 für das IKRK an der Ausarbeitung der Statuten des Internationalen Roten Kreuzes beteiligt, das als Dachorganisation für das Internationale Komitee vom Roten Kreuz sowie die Liga der Rotkreuz-Gesellschaften gegründet worden war. Ein Jahr später wurde die erste Genfer Konvention überarbeitet und erweitert sowie eine zweite Konvention zum Schutz von Kriegsgefangenen beschlossen.
Mit Vollendung seines 70. Lebensjahres trat er vom Amt des Präsidenten zurück. Zu seinem Nachfolger wurde Carl Jacob Burckhardt gewählt. Max Huber wurde anschliessend zum Ehrenpräsidenten des Komitees ernannt. Am 10. Dezember 1945 nahm er in dieser Funktion den Friedensnobelpreis entgegen, den das Komitee für sein Wirken während des Zweiten Weltkrieges erhalten hatte.

## Veröffentlichungen
Die Vielzahl der Ämter und Aufgaben, die Max Huber neben seiner akademischen Laufbahn ausübte, hatte zur Folge, dass er trotz seiner Reputation kein umfassendes und systematisches Schriftwerk hinterließ. Als seine wichtigste Veröffentlichung gilt die 1910 im Jahrbuch des öffentlichen Rechts erschienene und 1928 als eigenständiges Werk nachgedruckte Abhandlung «Die soziologischen Grundlagen des Völkerrechts». Er vertrat darin die Ansicht, dass frühere Versuche einer Ableitung des Völkerrechts aus dem Naturrecht zu breit und unbestimmt in ihren Grundlagen und eine positivistische Sichtweise im Völkerrecht zu formalistisch sei.
Stattdessen versuchte er, die völkerrechtlichen Grundlagen aus den angenommenen gemeinsamen Interessen der internationalen Staatengemeinschaft zu begründen und das Völkerrecht damit anhand seiner praktischen Auswirkungen zu betrachten. Diese in der gegenwärtigen völkerrechtlichen Praxis akzeptierte Sichtweise galt zu seiner Zeit als völlig neues Konzept. Bereits bei der Erstveröffentlichung dieser Ansichten im Jahr 1910 war sich Huber sicher, dass Europa Jahrzehnte schrecklicher Kriege erleben würde, gefolgt von einer neuen, von Freiheit und politischer Zusammenarbeit geprägten Ordnung.

## Auszeichnungen
Zu den Auszeichnungen, die Max Huber für sein Wirken erhielt, gehörten unter anderem:
- Ehrendoktorwürde der Universität Genf (Dr. phil.)
- Ehrendoktorwürde der Universitäten Edinburgh, Uppsala, Oxford, Lausanne, Paris, Amsterdam, Leuven, München (Dr. jur.)
- Ehrendoktorwürde der Universität Zürich (Dr. med. und Dr. theol.)
- Ehrenmitgliedschaft der Amerikanischen Gesellschaft für internationales Recht (1927)
- Mitgliedschaft der Deutschen Akademie für Sprache und Dichtung (1951)
- Berufung in den Orden Pour le Mérite für Wissenschaft und Künste (1956)

## Werke (Auswahl)
- Max Huber: Tagebuchblätter aus Siberien, Japan, Hinter Indien, Australien, China, Korea.... Zürich 1906. Schulthess Verlag. Reprint 2017. Creative Media Partner. ISBN 978-0-341-42392-8
- Der Schutz der militärischen und völkerrechtlichen Interessen im schweizerischen Strafgesetzbuch. Verlag Stämpfli & Cie AG, Bern 1913
- Die soziologischen Grundlagen des Völkerrechts. Verlag Dr. Walther Rothschild, Berlin 1928
- Grundlagen nationaler Erneuerung. Vom Wesen und Sinn des schweizerischen Staates. Evangelium und nationale Bewegung. Schulthess, Zürich 1934
- The Good Samaritan. Reflections on the Gospel and Work in the Red Cross. Victor Gollancz, London 1945
- Vermischte Schriften. Vier Bände. Atlantis, Zürich 1947–1957.
- Das Internationale Rote Kreuz. Idee und Wirklichkeit. Max Niehans Verlag, Zürich 1951